# Latifrons picta
Latifrons picta är en spindelart som beskrevs av Kulczynski 1911. Latifrons picta ingår i släktet Latifrons och familjen krabbspindlar. Inga underarter finns listade i Catalogue of Life.